# Best Of (Chapter One 1997-2004)
Best Of (Chapter One 1997-2004) è un album di raccolta del gruppo alternative metal statunitense Sevendust, pubblicato nel 2005.

## Tracce
1. Black – 4:08
2. Bitch – 3:41
3. Too Close to Hate – 4:48
4. Denial – 4:17
5. Waffle (Tom Lord Alge Mix) – 3:30
6. Assdrop (a.k.a. "Rumble Fish") – 3:22
7. Bender (featuring Chino Moreno & Troy McLawhorn) – 3:45
8. Angel's Son – 3:49
9. Praise – 3:40
10. Follow (featuring Aaron Lewis) – 4:34
11. Enemy – 3:03
12. Face to Face – 3:55
13. Coward – 3:35
14. Rain – 3:35
15. Inner City Blues (Marvin Gaye cover) – 3:31
16. School's Out (Alice Cooper cover) – 3:30